# Jonatan Gómez
Jonatan David Gómez (Capitán Bermúdez , 21 de dezembro de 1989), é um futebolista argentino que atua como meia-atacante. Atualmente joga pelo Rosário Central.

## Carreira
Gómez iniciou sua carreira no Rosário Central, em 2008. Passou por várias equipes de seu pais: Banfield, Arsenal de Sarandí e Atlético Tucumán. Teve uma rápida passagem pelo futebol europeu, jogando pelo Real Murcia, da Espanha.
Em 2015, foi contratado pelo Deportivo Pasto, da Colômbia, onde se destacou, anotando 9 gols no Campeonato Colombiano e sendo um dos principais jogadores da equipe.
Em janeiro de 2016, foi contratado pelo Santa Fe, onde foi campeão colombiano e um dos principais jogadores na campanha do título. Na equipe colombiana, também foi campeão da Copa Suruga Bank de 2016, no Japão.

### São Paulo
Em 21 de junho de 2017, assinou por três temporadas com o São Paulo. Fez sua estreia pelo São Paulo no clássico contra o Santos, na derrota por 3 a 2, na Vila Belmiro. Disputou 12 partidas na temporada 2017, e não marcou gols. Além da adaptação ao país, ele sofreu com lesões e, por isso, desfalcou a equipe do técnico Dorival Júnior em algumas ocasiões.

### Al-Fayha
Em 25 de janeiro de 2018, o Al-Fayha anunciou a chegada de Gómez, que assinou por empréstimo até o fim de 2018.

### Retorno ao São Paulo
Após seu empréstimo com o clube árabe terminar, retornou ao São Paulo, onde devido ao seu bom rendimento nos treinamentos, acabou sendo inscrito para o Campeonato Paulista. Foi relacionado para o jogo contra o São Bento, entrando no decorrer do jogo e ainda desperdiçando um pênalti nos minutos finais.

### Sport
Após jogar a temporada de 2019 pelo CSA, acertou um contrato de duas temporadas com o Sport para 2020.

## Estatísticas
Atualizado até 20 de março de 2019.

### São Paulo
| Equipe            | Temporada         | Campeonato nacional | Campeonato nacional | Copa nacional | Copa nacional | Competições continentais | Competições continentais | Outros torneios[c] | Outros torneios[c] | Total | Total |
| Equipe            | Temporada         | Jogos               | Gols                | Jogos         | Gols          | Jogos                    | Gols                     | Jogos              | Gols               | Jogos | Gols  |
| ----------------- | ----------------- | ------------------- | ------------------- | ------------- | ------------- | ------------------------ | ------------------------ | ------------------ | ------------------ | ----- | ----- |
| São Paulo         | 2017              | 12                  | 0                   | –             | –             | –                        | –                        | –                  | –                  | 12    | 0     |
| São Paulo         | 2019              | 0                   | 0                   | 0             | 0             | –                        | –                        | 3                  | 0                  | 3     | 0     |
| São Paulo         | Total             | 12                  | 0                   | 0             | 0             | 0                        | 0                        | 3                  | 0                  | 15    | 0     |
| Total na carreira | Total na carreira | 12                  | 0                   | 0             | 0             | 0                        | 0                        | 3                  | 0                  | 15    | 0     |

- c. ^ Jogos do Campeonato Paulista

## Títulos
Arsenal de Sarandí
- Copa Argentina: 2012–13

Santa Fe
- Campeonato Colombiano: 2016
- Superliga de Colombia: 2017
- Copa Suruga Bank: 2016

### Prêmios individuais
- Seleção do Campeonato Colombiano: 2016[6]